# Letadlový nosič raketoplánu
Letadlové nosiče raketoplánů (anglicky: Shuttle Carrier Aircraft, SCA) byla dvě rozsáhle upravená dopravní letadla Boeing 747, která NASA používala k přepravě raketoplánů. Prvním se stal typ 747-123 a následně i model 747-100SR-46 pro krátký dolet (short range). Celkově se uskutečnilo přes sto letů, se započtením mezipřistání se jednalo o přibližně tři sta letů.
Nosiče sloužily převážně k převozu raketoplánů po skončení misí ze záložního letiště na Shuttle Landing Facility, které je letištěm v Kennedyho vesmírném středisku na Floridě. Ukotvení a rozpojení s hřbetem trupu letadla probíhalo ve spojovacímu zařízení (Mate-Demate Device), tvořeném kovovou konstrukcí věží s plošinami a jeřábů.
Testy přiblížení a přistání nosiče s raketoplánem Enterprise probíhaly v roce 1977, kdy se také za letu raketoplán oddělil od hřbetu trupu nosiče a doplachtil na Edwardsovu základnu. Do výslužby byla obě letadla poslána v roce 2012. 

## Konstrukce a vývoj
Raketoplány nebyly konstruovány na samostatné lety v atmosféře za použití motorů. Při návratu z misí se chovaly pouze jako kluzáky. Hlavní motory SSME s přídavnými startovacími raketami SRB sloužily výlučně k vynesení na orbitu a manévrovací jednotky OMS s reaktivními motory orientace a stabilizace RCS měly za úkol upravovat trajektorii letu ve vesmíru. 700 tun paliva v zevní palivové nádrži bylo spotřebováno při vynesení raketoplánu za cca 8,5 minut.
Kandidátem na funkci nosiče raketoplánů se nejdříve stalo čtyřmotorové transportní letadlo Lockheed C-5 Galaxy, určené k přepravě nadměrných nákladů ve vlastnictví armády. NASA však nakonec zvolila dopravní letadlo Boeing 747, které na rozdíl od Lockheedu C-5 představovalo dolnoplošník, s výhodou křídel v dolní polovině trupu. Kosmická agentura byla také majitelem Boeingu, zatímco nosiče Lockheed by zůstaly ve vlastnictví amerického letectva.

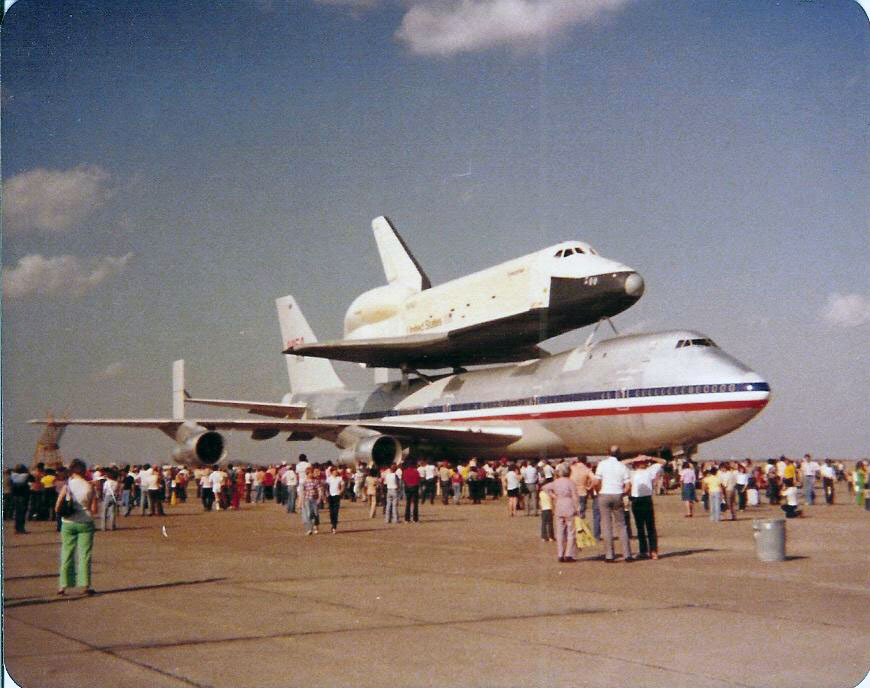
Letadlový nosič N905NA v barvách American Airlines s raketoplánem Enterprise, 1978

Prvním nosičem se v roce 1974 stal vyřazený dopravní letoun Boeing 747 typu 123 aerolinek American Airlines, vyrobený roku 1970. Specifikaci N905NA stroji zaregistroval federální letecký úřad. V úvodní fázi se testovaly charakteristiky odtokových vírů v Drydenově leteckém výzkumném středisku a možnosti redukce turbulencí při letech v těsné formaci s F-104. Od roku 1976 započaly v dílnách Boeingu rozsáhlé úpravy zahrnující maximální odlehčení, zesílení trupu, přidání konstrukce pro připojení raketoplánu i únikového tunelu pro evakuaci posádky, modernizaci avioniky, motorů a doplnění vertikálních ploch na ocasní část k lepší stabilizaci při letu. Únikový tunel byl po dokončení testů přiblížení a přistání odstraněn z obavy možného nasátí členů posádky motory.
Vlastní připojení zkušebního prototypu raketoplánu Enterprise k nosiči se uskutečnilo 15. února 1974 na Edwardsově letecké základně. V tento den došlo v rámci testů přiblížení a přistání (Approach and Landing Tests, ALT) ke třem pojížděcím testům na vzletové dráze, kdy nosič s raketoplánem na hřbetu vyvinul při posledním z nich rychlost 253 km/h. Dobré výsledky stability a dalších ukazatelů umožnily o tři dny později první vzlet. Ten proběhl bez posádky raketoplánu s časem 2.05 hodin a byl následován čtyřmi obdobnými testy, s posledním z nich 2. března 1977. Od 18. června téhož roku již při letech seděla v Enterprise dvoučlenná posádka. Vrcholem se stala zkouška oddělení raketoplánu od nosiče během letu, k níž došlo 12. srpna ve výšce 7 346 metrů při rychlosti 499 km/h. Raketoplán následně doklouzal na Edwardsovu základnu za 5.21 minut. Testování skončilo v listopadu 1977, s nejdelší délkou letu 4.17 hodiny. Během března 1978 byl pak raketoplán převezen do alabamského Huntsville, kde se podrobil zkouškám v Marshalově středisku vesmírných letů.

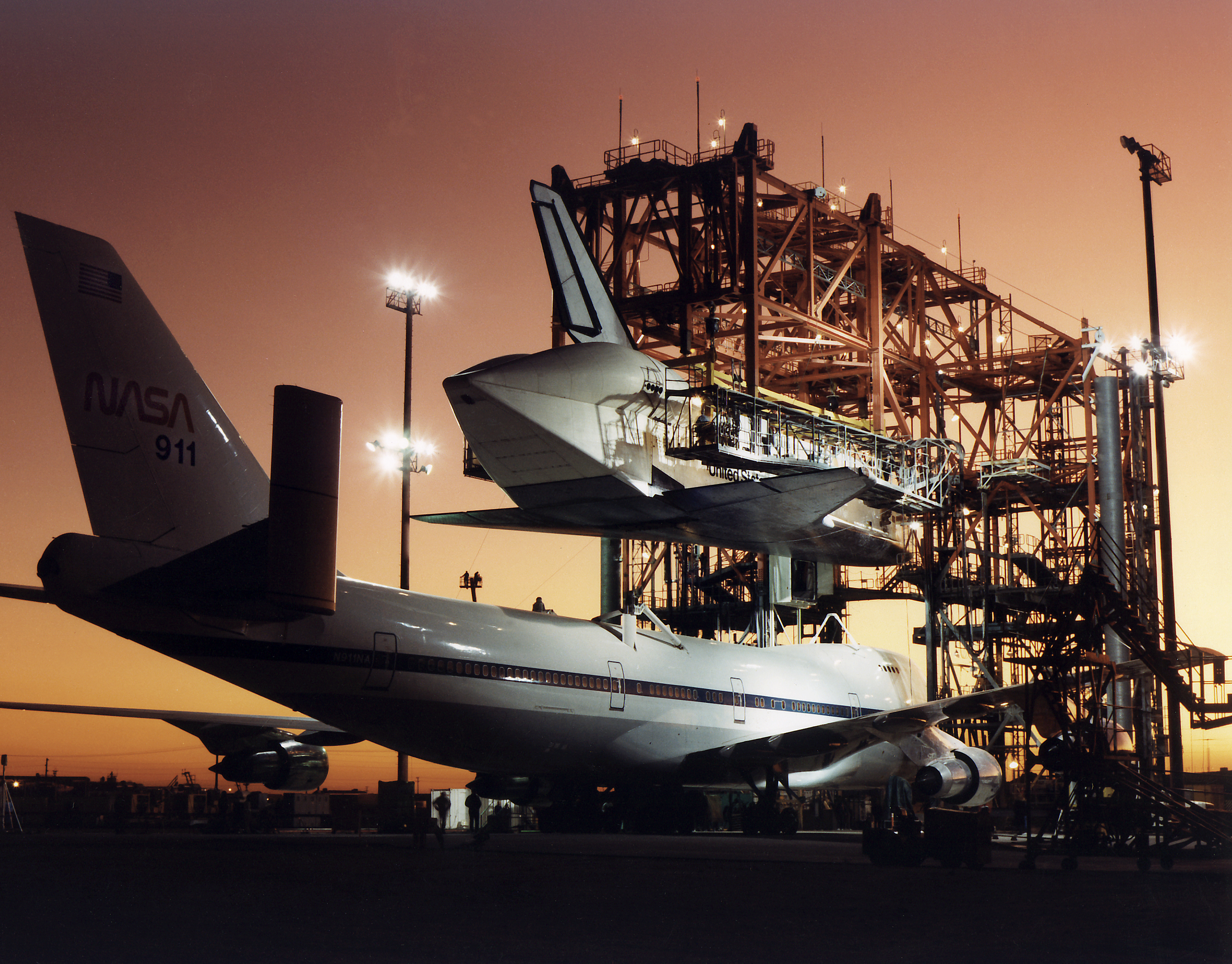
Raketoplán Atlantis při připojení na nosič N911NA v Drydenově leteckém výzkumném středisku

Technické parametry modifikovaného nosiče v porovnání s dopravním letadlem Boeing 747 byly zredukovány. Nosič měl dolet 1 850 km. Ve srovnání s dopravním strojem tak došlo ke snížení na méně než pětinu délky z původních 10 100 km. Důsledkem se stalo několik mezipřistání při cestě napříč americkým kontinentem z Kalifornie na Floridu. Maximální letová výška byla snížena z původních cca 11 km na 4,5 km a cestovní rychlost z 900 km/h na 640 km/h. Při letu bez raketoplánu byla kvůli vyvážení vyžadována balastní zátěž v trupu. Týdenní příprava na let vyžadovala práci 170členného týmu.
Pokusy s doplňováním paliva za letu doprovázely potíže vertikálních stabilizátorů u N905NA, což vedlo k upuštění od této varianty. Spotřeba nosiče činila přibližně 100 litrů na kilometr. Původně byly zvažovány úpravy na způsob Boeingu E-4 (modifikovaného 747-200s) amerického letectva, který mohl doplňovat pohonné hmoty za letu z KC-135 Stratotankeru.

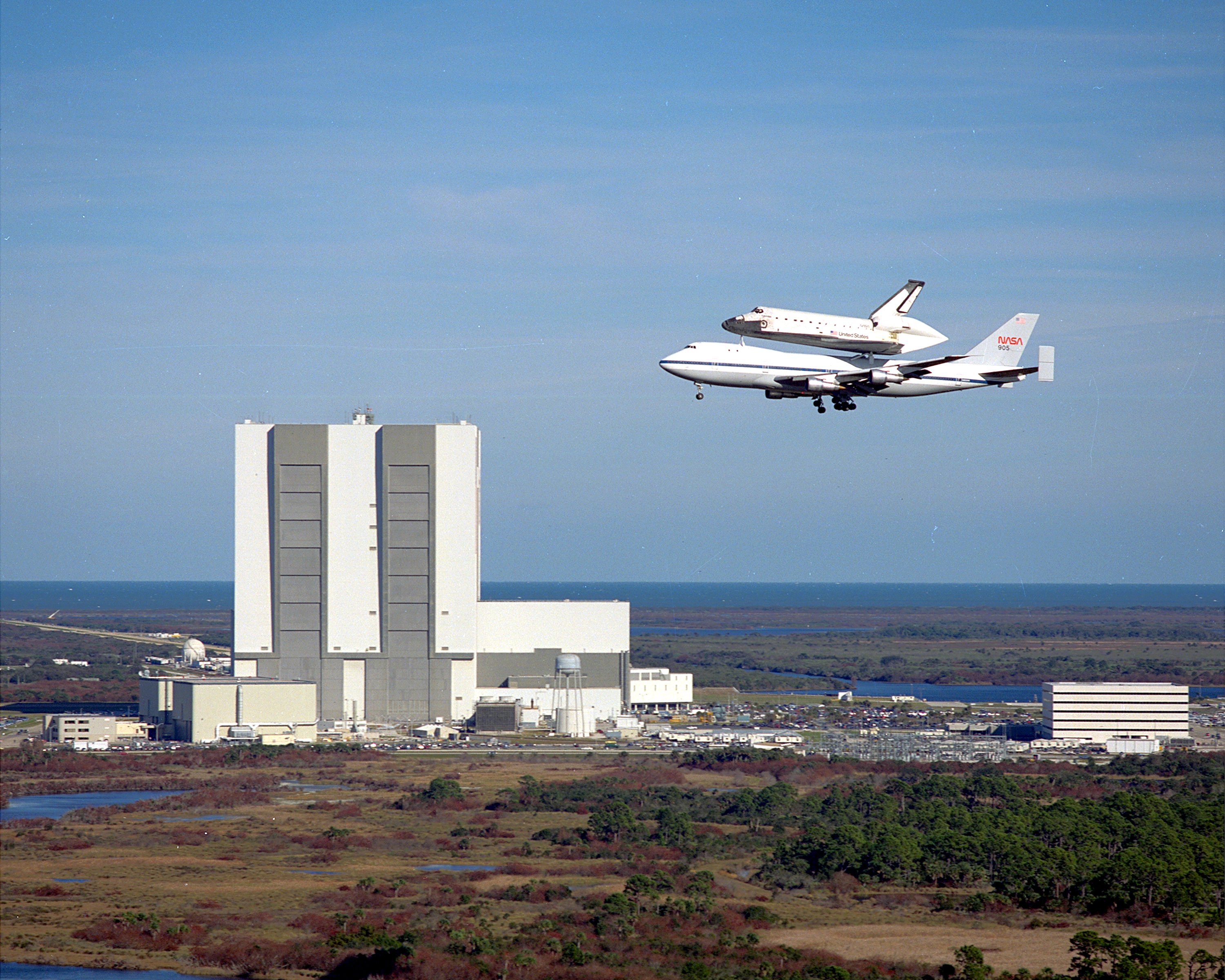
Raketoplán Columbia na hřbetu nosiče N905NA, přistávajícího kolem haly Vehicle Assembly Building v Kennedyho vesmírném středisku, 1990

Původní barevné provedení American Airlines s červeným, bílým a modrým pruhem na trupu bylo zachováno až do roku 1983, kdy byl nosič přestříkán na bílo s modrým pruhem, typickým vzorem NASA. Mezi 16. květnem až 13. červnem 1983 byl raketoplán Enterprise také přepravován po západoevropském turné. Jednalo se o rekordní délku letu i celkový počet 21 mezipřistání, než opět dvojice strojů dosedla na Edwardsově základně. Při přeletech došlo k zastávkám na dotankování v labradorském sídle Goose Bay, islandském Keflavíku, v Anglii a Západním Německu. Následně se raketoplán představil na Pařížském aerosalonu.
Po havárii Challengeru se v roce 1989 NASA rozhodla přikoupit druhý Boeing 747 vyrobený roku 1973, v modelu 100SR-46 pro krátký dolet, od Japan Airlines. Japonská letecká společnost používala Boeingy 747 s vyšším počtem míst na vnitrostátních linkách mezi velkoměsty. Tato verze měla objem nádrží snížený o 20 % a tím pádem omezený dolet, ale i zesílený trup s podvozkem kvůli nutnosti častějších vzletů a přistání. Varianta Boeing 747-100SR tak byla konstrukčně vhodná pro přepravu těžších nákladů. Federální letecký úřad stroji přidělil registrační označení N911NA a po úpravách byl letoun připraven k plnění funkce nosiče od listopadu 1990. K prvnímu využití pak došlo roku 1991, kdy přepravil nově zhotovený Endeavour od kalifornského výrobce v Palmdale do Kennedyho vesmírného střediska.

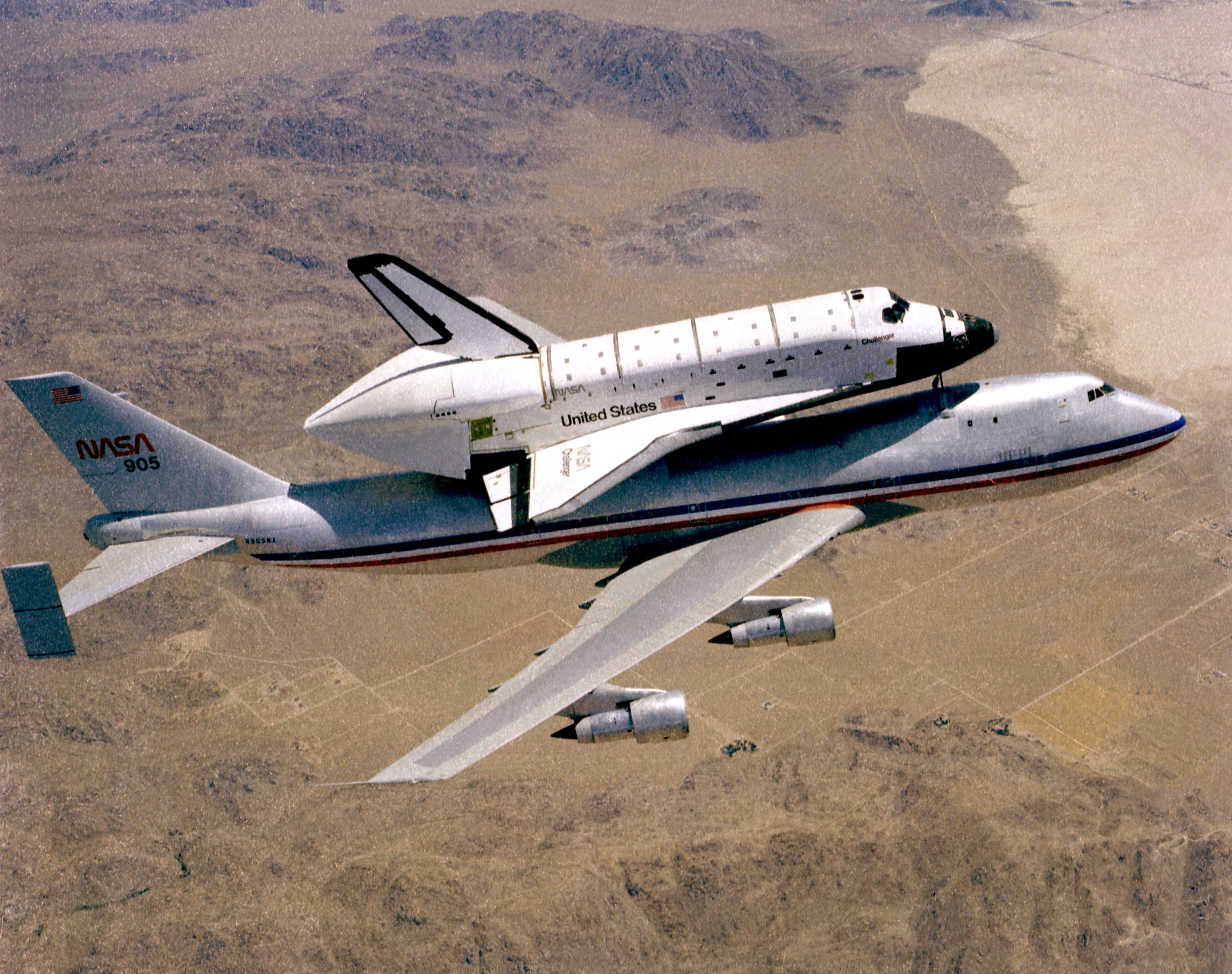
Letadlový nosič s nově vyrobeným Challengerem nad Drydenovým střediskem, 1982

Základnou obou letadlových nosičů bylo Drydenovo letecké výzkumné středisko na Edwardsově letecké základně v Kalifornii. Z hlediska funkce se jednalo o identické stroje, ačkoli N911NA měl na každé straně horní paluby pět oken, zatímco  N905NA pouze dvě. Spojovací prvky na hřbetu byly opatřeny humornými instrukcemi „raketoplán připojit zde“ či „raketoplán umístit zde“, s dovysvětlující výstražnou poznámkou „černou stranou dolů“.
Letadlové nosiče mohly využívat všechna záložní místa přistání raketoplánů ve Spojeném království, Španělsku a  Francii.
Společnost Boeing také nosiče využila 11. prosince 2010 k přepravě předváděcího modelu bezpilotního bojového letounu stealth, Phantom Ray, z missourského St. Louis na Edwardsovu základnu.

## Převozy raketoplánů
Hlavním využitím letadlových nosičů se stal převoz raketoplánů z kalifornské Edwardsovy letecké základny, která sloužila jako záložní místo přistání při nevhodných meteorologických podmínkách, na letiště Shuttle Landing Facility ve floridském Kennedyho vesmírném středisku. Několik letů zajistilo transport z Drydenova leteckého výzkumného střediska na Edwardsově základně poté, co stroje byly dodány NASA z výrobních hal Rockwell International a sestaveny v zařízeních kalifornského Palmdale.
Transkontinentální vzdálenost z Edwardsovy základny do Kennedyho střediska činila více než 3 600 km a vyžadovala tak mezipřistání pro dotankování paliva. Převoz trval dva až tři dny, z toho vlastní letový čas činil přibližně 12 hodin. Nosič 905 uskutečnil v rámci oficiálního programu 70 z 87 celkových převozů, z toho 54 přímo po misích z Edwardsovy základny na Floridu. Nosič 911 na této trase provedl 17 transportů po misích. Druhá nejvytíženější trasa v počtu dvaceti letů začínala i končila na Edwardsově základně. Osm letů proběhlo z Palmdale do Kennedyho střediska a sedm nazpátek. Zbylé transporty nepřesáhly frekvenci jednoho či dvou letů. Před nosičem vzlétalo průzkumné letadlo Pathfinder, které monitorovalo meteorologické podmínky na dráze letu, protože dvojice strojů byla náchylná zejména na turbulence i teplotu nižší než −9 °C.

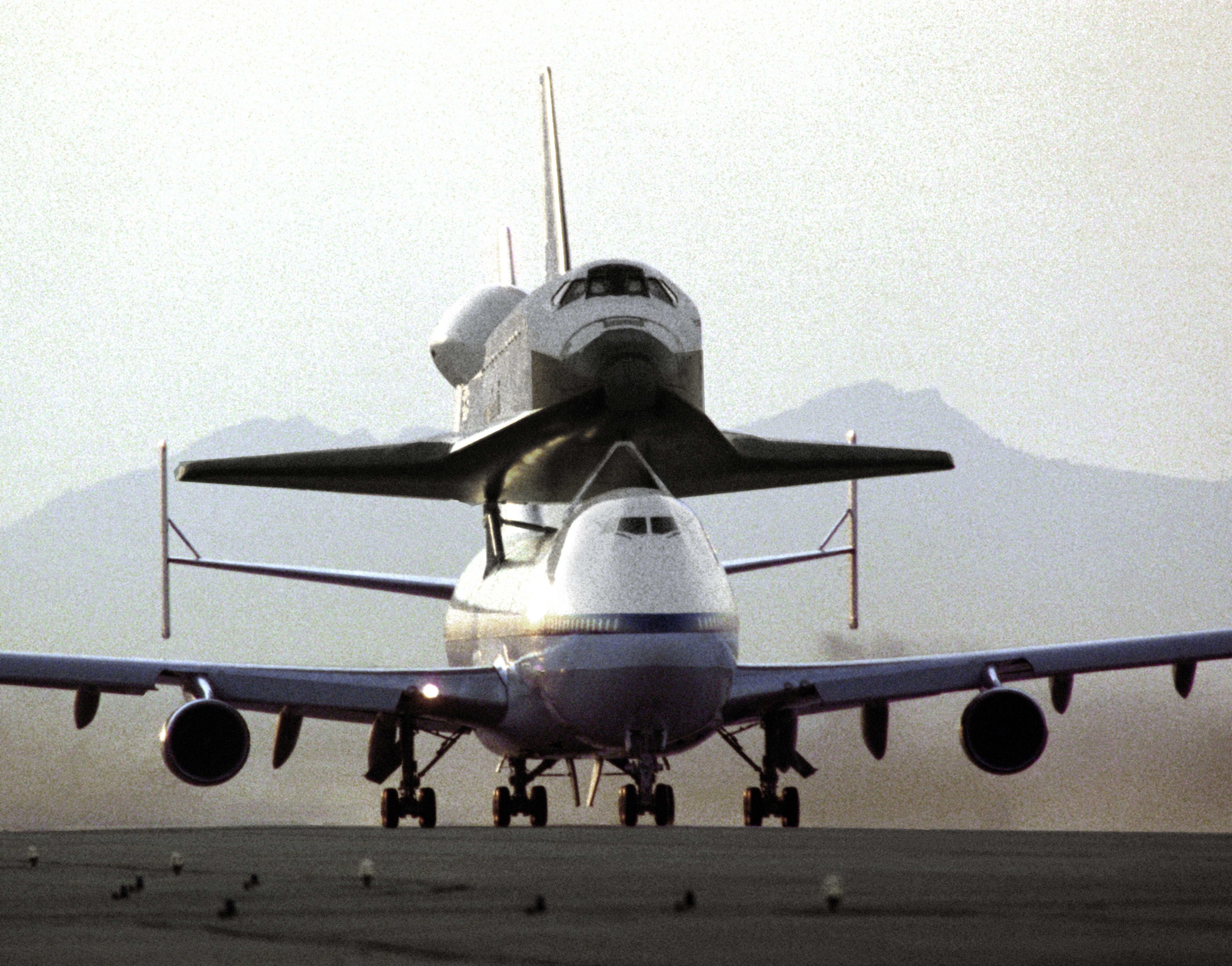
Nosič N911NA s právě vyrobeným Endeavourem roluje před vzletem z Palmdale do Kennedyho vesmírného střediska, 1991

Již při první oficiální misi STS-1 mezi 12. až 14. dubnem 1981 raketoplán Columbia přistál na Edwardsově základně. Jeho transport do Kennedyho centra se pak odehrál 27. a 28. dubna téhož roku. Také druhá mise Columbie STS-2 během listopadu téhož roku skončila identickým scénářem. Výjimečnou se stala třetí mise STS-3 z března 1982, kdy, jedinkrát v historii programu Space Shuttle, raketoplán přistával ve White Sands Space Harbor u Las Cruces v Novém Mexiku. V těchto případech tak mohlo být využito mobilní spojovací zařízení Orbiter Lifting Frame, vyrobené pro místa přistání bez trvalého spojovacího zařízení. Jeho součásti byly přepravovány dvěma nákladními letadly Lockheed C-5 Galaxy, s operační kapacitou po celém světě.
Speciální let se uskutečnil mezi 22. až 29. březnem 1984, kdy nosič dopravil prototyp Entreprise do alabamského přístavu Mobile. Odtud byl raketoplán lodí přepraven do New Orleans, kde se stal až do listopadu exponátem Světové výstavy 1984. Premiérový transkontinentální přelet Atlantisu na nosiči proběhl 12. a 13. dubna 1985. Transport téhož raketoplánu po misi STS-76 z 6. dubna 1986 se stal nejdramatičtější epizodou letů. Přibližně pět minut po startu vzplanul třetí motor Boeingu. Dvojice strojů se musela vrátit a nouzově přistát na Edwardsově základně. Opakovaný let se odehrál o pět dní později. Poslední přelet napříč kontinentem uskutečnil nosič N911NA ve dnech 20. a 21. září 2009 s raketoplánem Discovery po misi STS-128.
Po ukončení programu Space Shuttle transportovaly nosiče raketoplány z Kennedyho vesmírného střediska do muzeí. Discovery tak 19. dubna 2012 zakotvil v Centru Udvara-Házyho, součásti Národního muzea letectví a kosmonautiky Smithsonova institutu ve virginském Chantilly. Nahradil v něm prototyp Enterprise. Během slavnostní ceremonie byly oba raketoplány postaveny vedle sebe.
K úplně poslednímu letu raketoplánu na nosiči došlo 19. až 21. září 2012, kdy byl Endeavour převezen z Kennedyho střediska na mezinárodní letiště Los Angeles. Stal se pak součástí expozice losangeleského Kalifornského vědeckého střediska.

## Ve výslužbě

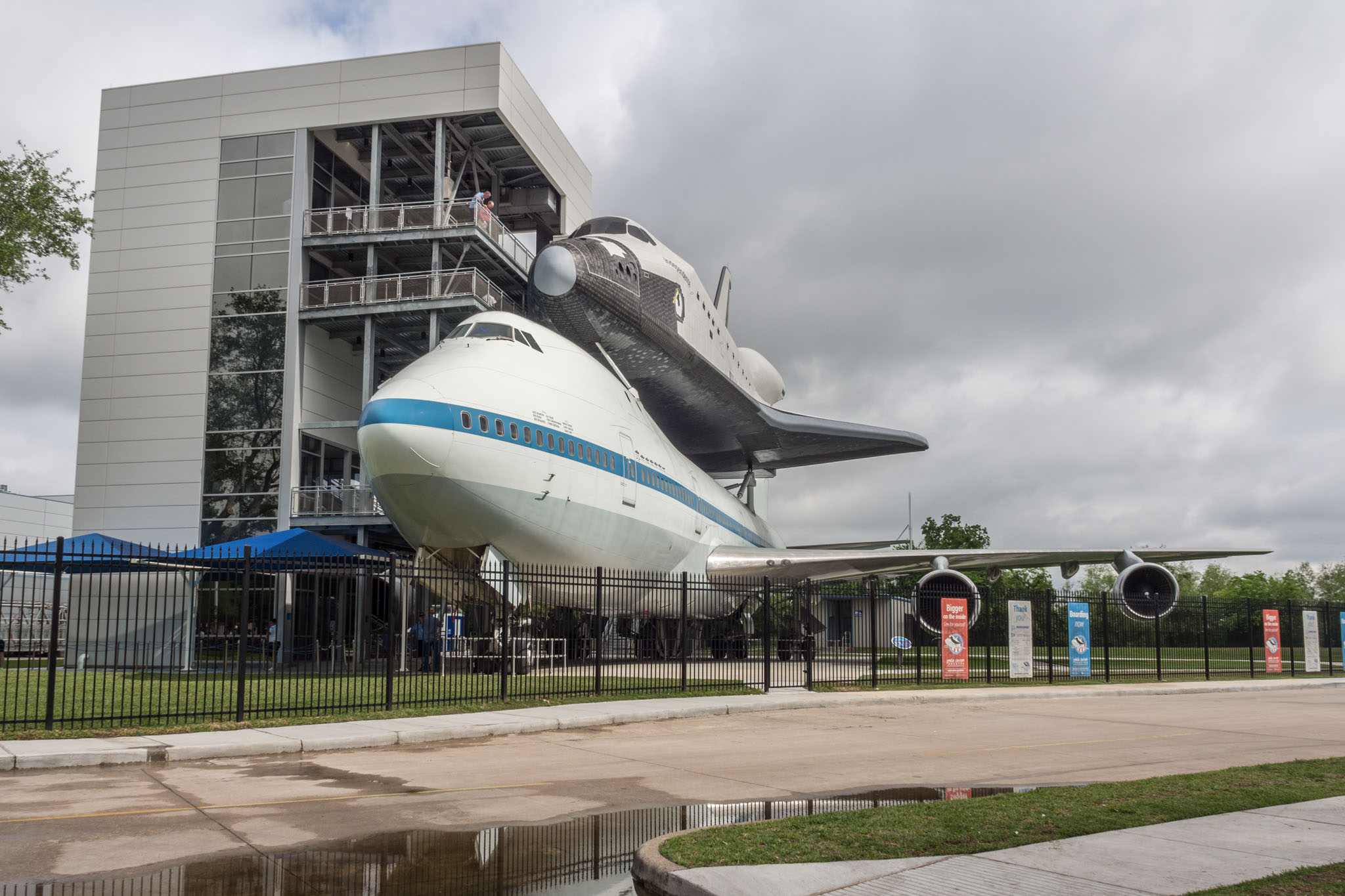
Nosič N905NA s maketou raketoplánu Independence v Houstonském vesmírném středisku

Letadlový nosič N911NA skončil ve výslužbě 8. února 2012 po uskutečnění poslední mise do Drydenova střediska Edwardsovy letecké základny v kalifornském Palmdale. Během 38leté služby letadlo, jak v dopravním i nákladním využití, celkově nalétalo 33 044 letových hodin, z toho jako nosič NASA uskutečnilo 386 letů včetně 66 převozů raketoplánu. Součásti nosiče byly použity jako náhradní komponenty pro Stratosférickou observatoř pro infračervenou astronomii (SOFIA), která se stala projektem NASA v podobě upraveného Boeingu 747SP s instalovaným infračerveným dalekohledem o průměru 2,7 metru. Trup letadla N911NA byl zakonzervován a vystaven v Leteckém parku Joe Daviese v Palmdale, v rámci dlouhodobého zapůjčení stroje městu od NASA.
Starší letadlový nosič N905NA přepravil vysloužilé raketoplány do muzeí. Během 42leté služby letadlo, jak v dopravním i nákladním využití, celkově nalétalo 11 018 letových hodin a uskutečnilo 6 335 vzletů a přistání. Závěrečnou služební misí se stal transport Endeavouru do Los Angeles v září 2012. Následně nosič přistál v Drydenově středisku, kde jej NASA zamýšlela použít na náhradní díly projektu SOFIA, rovněž jako nosič N911NA. Ovšem po technickém zmapování inženýři usoudili, že by bylo možné využít jen velmi omezený počet součástek. V roce 2013 tak bylo rozhodnuto zachovat celistvý nosič a vystavit jej v Houstonském vesmírném středisku s maketou raketoplánu Independence připojenou na hřbetu trupu. Název Independence maketa získala v soutěži z roku 2013, původně se jmenovala Explorer a byla částí expozice Kennedyho vesmírného střediska. Nosič N905NA přistál během dubna 2014 na operační základně NASA v texaském Ellington Field u Johnsonova vesmírného střediska. Po rozmontování byl v sedmi dílech převezen do Johnsonova střediska, kde došlo k jeho opětovnému smontování. V průběhu srpna 2014 pak byl opatřen maketou raketoplánu. K otevření exponátu pro veřejnost na ploše tzv. Independence Plaza Houstonského vesmírného střediska došlo 23. ledna 2016.

## Specifikace
Technické údaje

Schéma letadlového nosiče raketoplánu

- Posádka: 2 piloti, 2 letoví inženýři (1 letový inženýr bez raketoplánu)
- Délka: 70,5 m
- Rozpětí křídel: 59,7 m
- Výška: 19,3 m
- Nosná plocha: 510 m²
- hmotnost prázdného letadla: 144 200 kg
- Maximální vzletová hmotnost: 322 000 kg
- Pohonná jednotka: 4 ×  dvouproudový motor P&W JT9D-7J
- Tah: 4 × 4 222 kN[1]

Výkony
- Cestovní rychlost: 0,6 Ma (s raketoplánem)
- Dolet: 1 850 km (s raketoplánem)
- Dostup: 4 500 m (s raketoplánem)[1]

## Galerie

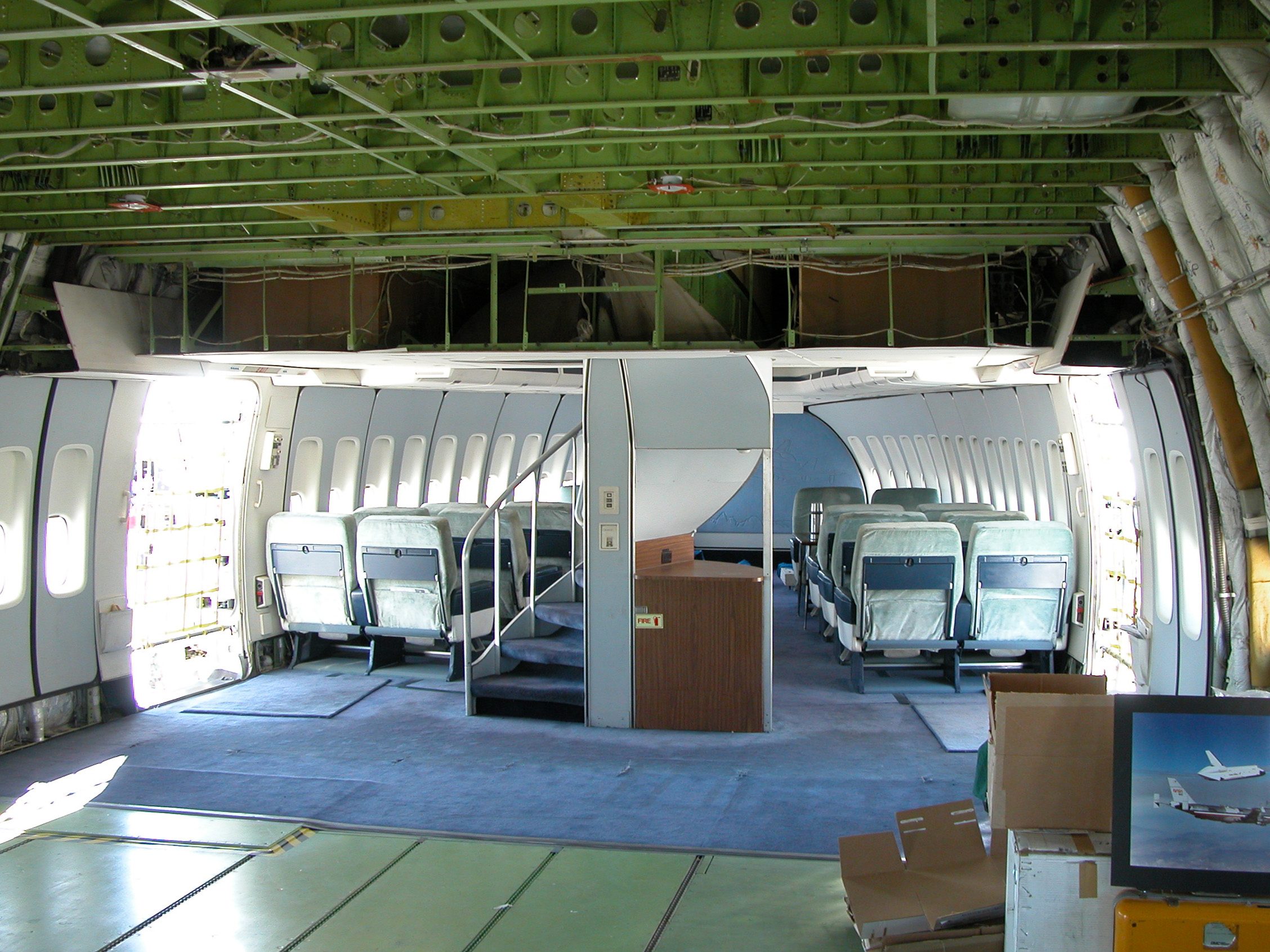
Pouze první třída vpředu N905NA nebyla demontována na ocelovou konstrukci
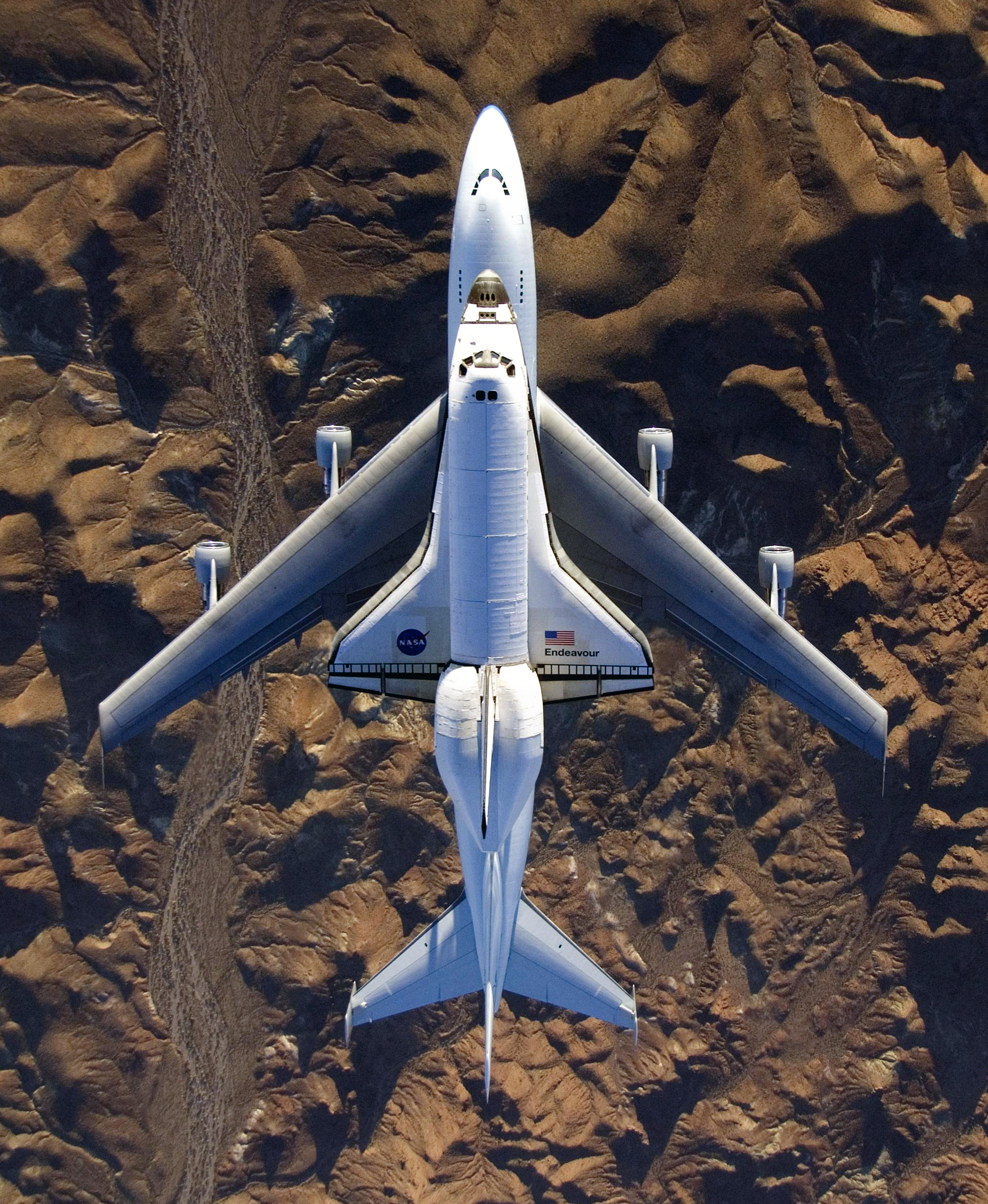
Převoz Endeavouru nad Mohavskou pouští po STS-126 do KSC, 2008
- Připojení Endeavouru ve spojovacím zařízení, duben 1994
- Start nosiče s Enterprise
- Oddělení Enterprise od N905NA během letu